# Barry Cowen
Barry Cowen, né le 28 août 1967 à Clara, est un homme politique irlandais, membre du Fianna Fáil. Depuis 2024, il est député européen.
Il est Teachta Dála (TD) pour la circonscription Laois-Offaly de 2020 à 2024 et auparavant de 2011 à 2016. De 2016 à 2020, il est député pour la circonscription d'Offaly.
Il est ministre de l'Agriculture, de l'Alimentation et de la Marine de juin à juillet 2020,.

## Biographie
Il est le fils de Bernard Cowen, député, sénateur et ministre d'État. Son grand-père Christy Cowen est conseiller du comté d'Offaly et membre de l'exécutif national du Fianna Fáil. Il est le frère de l'ancien Taoiseach Brian Cowen.
Il est membre du conseil du comté d'Offaly pour la zone électorale locale de Tullamore de 1991 à 2011. Il est élu au Dáil Éireann aux élections générales de 2011 pour Laois-Offaly, en remplacement de son frère Brian.
Il occupe divers postes de porte-parole du Fianna Fáil, pour la protection sociale de 2011 à 2012, le logement, la planification et le gouvernement local de 2012 à 2018 et les dépenses publiques et la réforme de 2018 à 2020.
Il représente le Fianna Fáil lors des pourparlers sur la formation du gouvernement en 2016 et 2020.
En juillet 2020, alors qu'il vient d'être nommé ministre, on apprend que Cowen a été condamné pour conduite en état d'ébriété à une amende de 200 € et à une interdiction de conduire pendant trois mois. L'incident s'est produit en septembre 2016, après une finale de football de toute l'Irlande entre Dublin et Mayo,.
Le 14 juillet 2020, après avoir refusé de démissionner de son poste de ministre de l'Agriculture, Cowen est limogé par le Taoiseach, Micheál Martin, en raison de la controverse entourant sa condamnation pour conduite en état d'ivresse,.
En juillet 2021, Cowen appelle le Fianna Fáil à former une nouvelle alliance de « centre-gauche moderne » avec le Parti travailliste pour les prochaines élections.